# Banque centrale du Koweït
Ne doit pas être confondu avec Central Bank of Kuwait (gratte-ciel).
Pour les articles homonymes, voir CBK.
La banque centrale du Koweït (en arabe: بنك الكويت المركزي; en anglais, Central Bank of Kuwait) CBK a été établie en 1969 avec une mission pour créer les bases et pour maintenir un système financier monétaire flexible et stable dans l'État du Koweït.

## Histoire
Elle a été créée le 30 juin 1968, succédant au Conseil monétaire du Koweït, créé en 1961. La banque a lancé une cellule de renseignement financier en 2003.
Salem Abdulaziz Al Sabah a été gouverneur de la banque pendant plus d'un quart de siècle, jusqu'en février 2012, date à laquelle il a démissionné après avoir critiqué la politique de dépenses de l'État,. Le Dr Mohammad Al Hashel a succédé à Sabah au poste de gouverneur en avril 2012 et Yousef Al Obaid au poste de vice-gouverneur en mai 2012.

## Gouverneurs de la banque
| Rang | Nom                      | Mandat                                  |
| ---- | ------------------------ | --------------------------------------- |
| 1er  | Hamza A. Hussein         | (12 septembre 1973 – 11 septembre 1983) |
| 2e   | Abdulwahab Al-Tammar     | (1er novembre 1983 – 30 septembre 1986) |
| 3e   | Salem Abdulaziz Al Sabah | (1er octobre 1986 – 11 février 2012)    |
| 4e   | Mohammad Al-Hashel       | (1er avril 2012 – 31 mars 2022)         |
| 5e   | Basel Ahmad Al-Haroon    | (1er avril 2022 - présent)              |